# Robin Cousins
Robin Cousins (Bristol, Inglaterra, 17 de agosto de 1957) es un patinador artístico británico y medallista olímpico. Fue campeón olímpico en 1980, campeón de Europa en 1980, tres veces (1978, 1979 y 1980) medallista mundial y cuatro veces (1977, 1978, 1979 y 1980), campeón nacional británico.
Le siguió una exitosa carrera como patinador artístico profesional y más tarde protagonizó espectáculos sobre hielo, además de producir varios propios. Es capaz de girar en las dos sentidos, tanto en el sentido de las agujas del reloj como en sentido contrario, lo que constituye una habilidad poco habitual para un patinador artístico.
Fuera del hielo, Cousins ha comentado eventos de patinaje artístico para la BBC, y asumió el cargo de juez principal en el programa de la ITV Dancing on Ice de 2006 a 2014. También ha aparecido en producciones teatrales, incluido el West End.

## Primeros años
Robin Cousins nació en Bristol, Reino Unido, hijo de Jo, secretaria, y Fred, funcionario, que fue portero del Millwall. Cousins tiene dos hermanos mayores, Martin y Nick.
Cousins pisó por primera vez el hielo a los seis años en la pista de patinaje de Westover Road mientras estaba de vacaciones en Bournemouth. Tras disfrutar de la experiencia, pidió clases para Navidad dieciocho meses después.
De joven patinador, Cousins se entrenaba en danza sobre hielo al mismo tiempo que en individuales. Su primera entrenadora fue una bailarina llamada Pamela Davies, y más tarde fue entrenado por Gladys Hogg en el Queens Ice Rink, y más tarde fue entrenado por Carlo Fassi.
Cousins dejó la escuela a los dieciséis años para centrarse en el patinaje artístico. Tras mudarse a Londres, encontró trabajo apilando estanterías en los grandes almacenes Whiteley's.

## Carrera competitiva
Cousins ganó su primer título nacional en 1969, a los 12 años, en la categoría de principiante. A los 14 años, ya era campeón júnior de Gran Bretaña, y debutó internacionalmente ese mismo año.
Cousins representó al Reino Unido como patinador artístico aficionado durante ocho años. Ganó los Campeonatos Nacionales Sénior británicos durante cuatro años consecutivos (1977-1980); la parte de patinaje libre de los Campeonatos del Mundo en tres ocasiones (1978-1980); y la medalla de plata en los Campeonatos del Mundo de 1979 y 1980.
Alcanzó la cima de su carrera amateur al ganar medallas de oro tanto en los Campeonatos de Europa como en los Juegos Olímpicos de Invierno de Lake Placid, Nueva York, en 1980. En las Olimpiadas, quedó en segundo lugar por detrás del patinado alemán Jan Hoffman tras las figuras obligatorias y el programa corto. Cousins patinó un programa largo espectacular, recibiendo 5,9/6,0 de ocho de los nueve jueces por impresión artística. El medallista de plata Jan Hoffmann patinó una actuación técnicamente superior, pero seis de los nueve jueces dieron el primer puesto a Cousins, otorgándole la victoria absoluta y la medalla de oro. Fue elegido Personalidad deportiva del año de la BBC en 1980.
Se hizo profesional en 1980 y llegó a ganar el Campeonato Mundial Profesional de Patinaje Artístico en dos ocasiones (1985 y 1987) y fue medallista mundial profesional individual en cuatro ocasiones (1986, 1990, 1991 y 1992).

## Carrera posterior

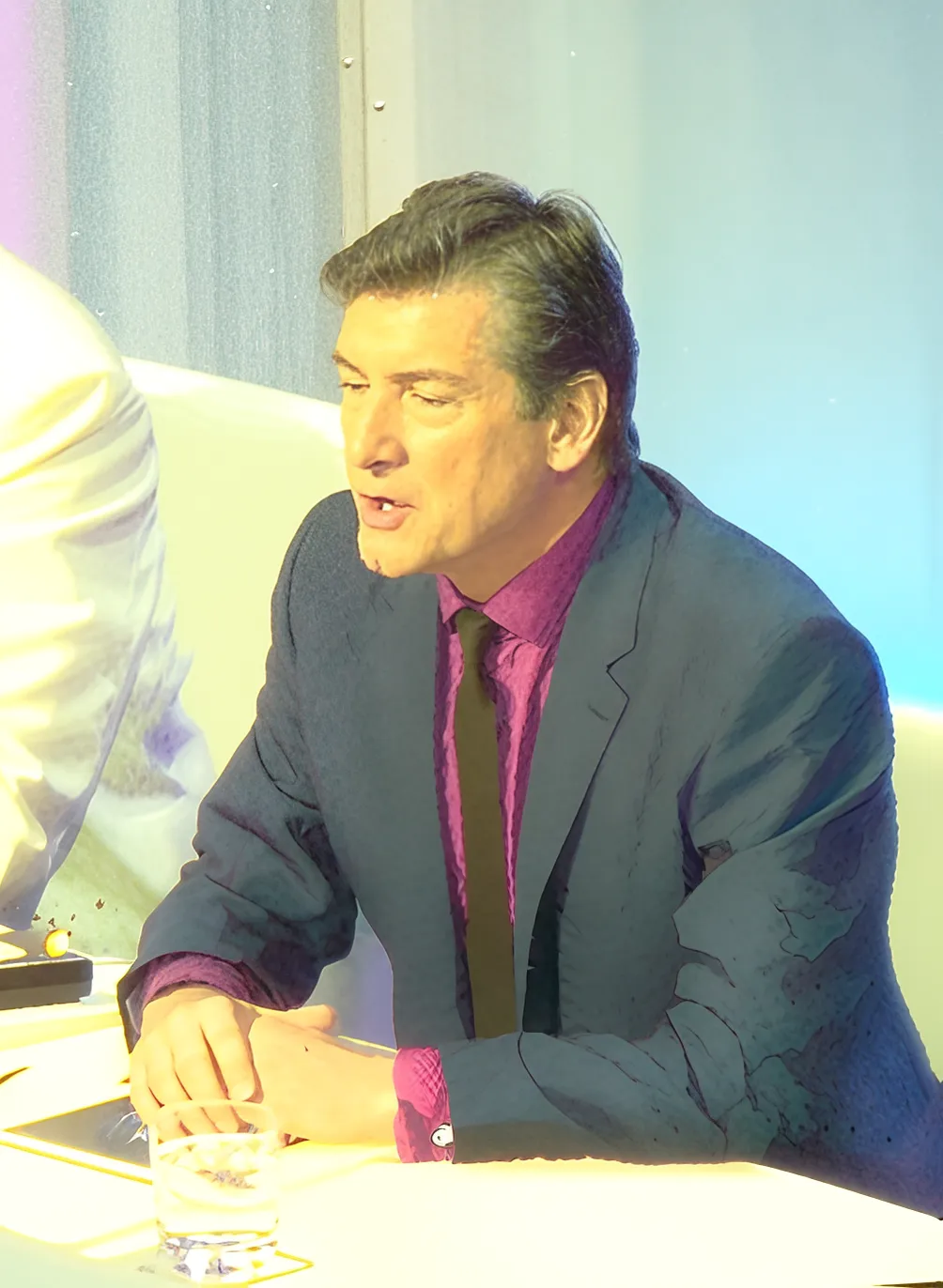
Robin Cousins en 2011.

Tras hacerse profesional en 1980, Cousins protagonizó varios espectáculos de patinaje profesional como Holiday on Ice y Ice Capades, al tiempo que seguía siendo un competidor habitual en los Campeonatos del Mundo de Patinaje Artístico Profesional.
Fue nombrado Miembro de la Orden del Imperio Británico (MBE) por sus servicios al patinaje sobre hielo cuando los Honores del cumpleaños de 1980 de la Reina Isabel II de Inglaterra. Consiguió tanto el salto Axel más largo como la voltereta hacia atrás más larga en patinaje artístico según el Libro Guinness de los Récords, alcanzando los 5,81 metros (19 ft 1 in) y los 5,48 metros (18 ft) el 16 de noviembre de 1983.
En 1983, Cousins formó su propia compañía de espectáculos de patinaje sobre hielo, que recorrió el mundo con los espectáculos sobre hielo profesionales Electric Ice y Ice Majesty. Ha protagonizado, producido, dirigido y/o coreografiado numerosos espectáculos sobre hielo para la televisión internacional, como El Cascanueces: Una fantasía sobre hielo, La bella durmiente sobre hielo, El mago de Oz sobre hielo, Toy Story sobre hielo, la obra de Andrew Lloyd Webber Starlight Express on Ice, numerosas producciones para Holiday on Ice, y la película The Cutting Edge'.
Durante varios años, Cousins ha sido presentador y comentarista invitado habitual de BBC Sport, para los Campeonatos Europeos y Campeonatos Mundiales de Patinaje Artístico y los Juegos Olímpicos de Invierno.Apareció como juez principal en el programa televisivo Dancing on Ice de la cadena británica ITV en todas las temporadas desde 2006 hasta 2014, pero no regresó al programa cuando se revivió en 2018.
Cousins también ha actuado sobre el escenario. Interpretó al Príncipe en el musical Cenicienta"" de Rodgers y Hammerstein de, a Munkustrap en Cats, a Frank N Furter en The Rocky Horror Show, a Teen Angel en Grease y a Billy Flynn en Chicago en el West End. Ha actuado en pantomima, interpretando a Jack Frost en Santa Claus, the return of Jack Frost en el Teatro Mayflower de Southampton. Anteriormente interpretó al Príncipe en Blancanieves y los siete enanitos en el Grand Opera House, Belfast.
Cousins ha trabajado con el equipo británico de natación sincronizada.
En 2005, ingresó en el Salón Mundial de la Fama del Patinaje Artístico (World Figure Skating Hall of Fame). 
En marzo de 2016, Cousins se unió al programa El arte de los olímpicos (AOTO, ART OF THE OLYMPIANS, THE ART OF ACHIEVEMENT).
En mayo de 2021, Cousins fue elegido vicepresidente de la junta del British Ice Skating para un mandato de 4 años y nombrado presidente de la misma.
Cousins es mecenas de la organización Meningitis UK y la organización benéfica para niños Starr Trust en Brighton.
Cousins se ha sometido a un total de ocho operaciones, incluyendo un reemplazo de rodilla a sus cincuenta años. Sus problemas comenzaron en los Campeonatos del Mundo de 1974, donde se retiró antes de que comenzara el evento y regresó a Bristol para tener la primera de dos operaciones de menisco. La segunda se produjo inmediatamente después de los Campeonatos del Mundo de 1977 cuando el cartílago de su rodilla izquierda se desgarró y se quedó bloqueado. En 1980, se había sometido a una cirugía mayor en las rodillas izquierda y derecha. 

## Resultados
| Internacional                | Internacional | Internacional | Internacional | Internacional | Internacional | Internacional | Internacional | Internacional |
| Evento                       | 1972–73       | 1973–74       | 1974–75       | 1975–76       | 1976–77       | 1977–78       | 1978–79       | 1979–80       |
| ---------------------------- | ------------- | ------------- | ------------- | ------------- | ------------- | ------------- | ------------- | ------------- |
| Juegos Olímpicos de Invierno |               |               |               | 10°           |               |               |               | 1°            |
| Campeonato Mundial           |               |               | 10°           | 9°            | AB            | 3°            | 2°            | 2°            |
| Campeonato Europeo           | 15°           | 11°           | 11°           | 6°            | 3°            | 3°            | 3°            | 1°            |
| Skate Canada                 |               |               |               |               | 2°            | 1°            |               |               |
| Trofeo NHK                   |               |               |               |               |               |               |               | 1°            |
| St. Gervais                  |               |               |               |               | 1°            |               |               |               |
| Nacional                     |               |               |               |               |               |               |               |               |
| Campeonato Británico         | 3°            | 2°            | 2°            | 2°            | 1°            | 1°            | 1°            | 1°            |
| AB = Abandono                |               |               |               |               |               |               |               |               |

## Actuaciones profesionales
| Temporada | Programa                                           | Patinaje libre                                                                                                  | Exhibición                                                                          |
| --------- | -------------------------------------------------- | --- | ----------------------------------------------------------------------------------- |
| 1979–1980 | - The Railway Children de Johnny Douglas           | - Belle de jour - Dragons At Midnight - Murder on the Orient Express - Paint It Black                           | - With You I'm Born Again - Don't Stop Till You Get Enough - Where Do I Go? de Hair |
| 1978–1979 | - Swan Lake etc. de Chaikovski, Dmitri Sostakóvich | - Exhibición clásica                                                                                            |                                                                                     |
| 1977–1978 | - The Railway Children                             | - Lady Sings The Blues - Yellow Submarine (película instrumental) - Silent Movie de Michel Legrand, John Morris | - Número de exhibición Disco - The Flower Song, de Carmen de Bizet                  |
| 1976–1977 | - The Railway Children                             | - Eldorado - Kalinka - Clair De Lune - Hava Naguila de la Electric Light Orchestra, Debussy                     |                                                                                     |
| 1975–1976 |                                                    | - Variation on Three Blind Mice, de Johnny Dankworth                                                            |                                                                                     |
| 1974–1975 |                                                    | | - Enter the Greeks                                                                  |
| 1973–1974 |                                                    | | - Malagueña de Ernesto Lecuona                                                      |